# Granges-sur-Lot
 Granges-sur-Lot  là một xã thuộc tỉnh Lot-et-Garonne trong vùng Nouvelle-Aquitaine phía tây nam nước Pháp. Xã này nằm ở khu vực có độ cao trung bình 41 mét trên mực nước biển.